# Tân câu chuyện cảnh sát
Tân câu chuyện cảnh sát ( tiếng Trung: 新警察故事; tiếng Anh: New Police Story; tiếng Việt: Tân cảnh sát cố sự) là một bộ phim hành động - võ thuật xen lẫn với hình sự - chính kịch của Hồng Kông ra mắt năm 2004, do Trần Mộc Thắng làm đạo diễn và hợp tác sản xuất với Hãng phim Anh Hoàng. Phim có sự tham gia của các diễn viên gồm Thành Long, Tạ Đình Phong, Dương Thái Ni, Thái Trác Nghiên, Vương Kiệt và Ngô Ngạn Tổ. Đây là phần phim thứ năm trong loạt phim Câu chuyện cảnh sát của Thành Long. 
Khác với bốn phần phim trước, phần phim này mang tính chất hành động và chính kịch nhiều hơn và không có tình tiết hài hước như bốn phần trước.

## Nội dung
Một băng cướp gồm năm người thanh niên cướp một ngân hàng rồi nã đạn dữ dội vào lực lượng cảnh sát trước khi tẩu thoát. Thanh tra Trần Quốc Vinh và đội của anh được cử đi bắt băng cướp sau khi nơi ẩn nấp của chúng được tìm thấy. Tuy nhiên, có nhiều bẫy được đặt trong tòa nhà khiến đội cảnh sát bị hạ gục. Băng cướp không giết Vinh, chúng bắt buộc anh so tài với chúng, khi anh thua cuộc thì chúng đã giết chết các đồng đội của anh. Trong đội cảnh sát bị chết có Tôn Gia Hào, em trai của Tôn Khả Di, bạn gái của Vinh. Quá đau khổ vì không thể cứu mạng đồng đội, Vinh xin nghỉ phép một năm và trở thành kẻ nghiện rượu.
Một năm sau, một cảnh sát trẻ tên Trịnh Tiểu Phong giới thiệu mình là cộng sự mới của Vinh. Phong tiết lộ mình chính là em trai của một trong những người cảnh sát bị chết vào năm ngoái. Phong thuyết phục Vinh quay lại sở cảnh sát để điều tra về băng cướp, ban đầu Vinh từ chối nhưng sớm lấy lại ý chí khi ra tay bắt giữ hai tên cướp vặt trên đường. Chỉ huy Triệu Tuyền Quân cho rằng sự tự tin thái quá của Vinh đã khiến các đồng đội của anh mất mạng, ông thách thức Vinh và Phong giải quyết vụ án trước ông.
Vinh và Phong tìm đến người đồng nghiệp cũ Hoàng Sâm để thuyết phục anh tiết lộ về manh mối từ đêm xảy ra vụ cướp, một cái đồng hồ mà anh nhặt được từ một thành viên trong băng cướp. Sâm nói rằng có một tên cướp là phụ nữ và băng cướp này thích chơi X Games. Vinh và Phong đến một tòa nhà để tìm chủ nhân của cái đồng hồ. Đội cảnh sát của sếp Triệu cũng đến tòa nhà này, họ bắt Sâm đi theo để hỗ trợ điều tra. Hai thành viên trong băng cướp là Fire và Sue đã bỏ chạy sau khi Fire bắn Sâm. Trong cơn hấp hối trước khi chết, Sâm thú nhận rằng anh đã lấy một túi tiền của bọn cướp để trả nợ, sau đó chúng bắt buộc anh giúp chúng phục kích đội của Vinh.
Vinh và Phong đuổi theo Fire và Sue. Fire bắn chết một tài xế xe buýt, buộc Vinh và Phong phải giải cứu chiếc xe buýt, gây ra một vụ náo loạn trên đường phố. Cảnh sát trưởng Đới Quốc An, một người bạn của Vinh, tiết lộ rằng ông ta chưa từng cử một cộng sự nào đến giúp đỡ Vinh. Vinh biết được Phong không phải cảnh sát cũng như em trai của người đồng đội bị chết vào năm ngoái. Phong thừa nhận rằng anh muốn làm cảnh sát nhưng đã thất bại trong kỳ thi vào học viện. Vinh đồng ý cho Phong ở bên cạnh giúp đỡ mình. Nữ sĩ quan A Sa điều tra ra được tất cả thành viên trong băng cướp đều là con nhà giàu và tên cầm đầu Joe chính là con trai của cảnh sát trưởng khu vực phía Bắc Hồng Kông. Joe trở thành kẻ cướp tàn bạo và căm ghét cảnh sát như ngày hôm nay vì hắn luôn bị bố ngược đãi. Bọn cướp cũng đã tạo ra một trò chơi trực tuyến dựa trên cuộc đột kích của đội của Vinh.
Fire và Sue quay về nơi ẩn nấp của băng cướp, vì Sue bị thương nặng không chữa được nên Joe đành phải giết ả. Băng cướp tìm hiểu hồ sơ cảnh sát của Vinh trên máy tính và Joe đến sở cảnh sát để đưa một quả bom hẹn giờ cho Khả Di. Vinh trở về giúp Khả Di chạy xa khỏi quả bom, tuy nhiên khi nó phát nổ cũng đã làm Khả Di bất tỉnh. Thân phận của Phong bị lộ khiến Vinh và Phong đều bị bắt giữ. Băng cướp đến sở cảnh sát, chế nhạo hai người và tiết lộ rằng chúng sẽ thực hiện một vụ cướp nữa. Vinh và Phong sau đó được thả ra để đi bắt bọn cướp.
Qua trò chơi trực tuyến, Vinh, Phong và A Sa biết được bọn cướp đang tấn công ngân hàng ở Trung tâm Hội nghị và Triển lãm Hồng Kông. Vinh cho những sĩ quan cảnh sát đưa người dân ra khỏi tòa nhà, rồi đưa bố mẹ của bọn cướp vào để thuyết phục chúng đầu hàng. Joe bắn chết Max vì Max tự ý ra đầu hàng. Phong làm Fire bị thương rồi chạy khỏi làn đạn của Joe. Ở phòng trưng bày Lego, Vinh đã đánh tay đôi với Tin Tin. Sau đó Joe vô tình bắn trúng Tin Tin khiến hắn gục ngã. Vinh đuổi theo Joe lên nóc tòa nhà, nơi Joe đe dọa ném Phong xuống đất. Joe thách Vinh chơi tháo ráp súng lục như năm ngoái, nhưng lần này Vinh đã giành chiến thắng. Lực lượng cảnh sát, bao gồm bố của Joe, ập lên nóc tòa nhà. Cuối cùng Joe đã bị cảnh sát bắn chết. Vinh lao đến cứu Phong, cả hai vẫn an toàn do rơi xuống đệm hơi của lính cứu hỏa.
Khi Khả Di hồi phục, cô được Vinh cầu hôn và cô đồng ý. Phong bị bắt giữ vì tội giả danh cảnh sát. Khi Vinh nhìn cái áo khoác Phong bỏ lại, anh mới nhớ ra ngày xưa anh đã từng gặp Phong lúc Phong còn nhỏ, sau khi bố của Phong bị xe tải tông chết trong lúc ăn cắp đồ ăn. Lúc đó Vinh đã xuất hiện, đắp áo khoác lên xác bố của Phong và an ủi Phong, từ đó Phong biết ơn Vinh và muốn trở thành cảnh sát để giúp đỡ Vinh.

## Diễn viên
- Thành Long vai Trần Quốc Vinh
- Tạ Đình Phong vai Trịnh Tiểu Phong
- Dương Thái Ni vai Tôn Khả Di
- Thái Trác Nghiên vai A Sa
- Vương Kiệt vai Hoàng Sâm
- Ngô Ngạn Tổ vai Joe
- Tưởng Di vai Sue
- Doãn Tử Duy vai Fire
- Diệp Sơn Hào vai Max
- An Chí Kiệt vai Tin Tin
- Vu Vinh Quang vai Triệu Tuyền Quân
- Liêu Khải Trí vai Đới Quốc An
- Lư Huệ Quang vai Lý Trí Cường
- Ngô Hạo Khang vai Tôn Gia Hào
- Ngô Gia Long vai Trần Gia Luân
- Hồng Thiên Minh vai Lâm Thiên Dạng
- Hồng Thiên Chiếu vai Lâm Thiên Chiếu
- Hà Hoa Siêu vai Quách Diệu Hoa
- Ngũ Doãn Long vai Hoàng Văn Kiệt
- Bành Kính Tư vai Đỗ Vĩ Dân
- Liên Khải vai Phan Trác Minh
- Mạch Trường Thanh vai Người cảnh sát đàm phán
- Tôn Thuần vai Cảnh sát trưởng

## Giải thưởng
Giải thưởng Điện ảnh Hồng Kông lần thứ 24
- Đề cử - Phim hay nhất
- Đề cử - Đạo diễn xuất sắc nhất (Trần Mộc Thắng)
- Đề cử - Nam diễn viên chính xuất sắc nhất (Thành Long)
- Đề cử - Nam diễn viên phụ xuất sắc nhất (Ngô Ngạn Tổ)
- Đề cử - Dựng phim xuất sắc nhất (Khâu Chí Vỹ)
- Đề cử - Chỉ đạo hành động xuất sắc nhất (Lý Trung Chí, Thành Gia Ban)
- Đề cử - Âm thanh xuất sắc nhất (Tăng Cảnh Tường)
- Đề cử - Kỹ xảo xuất sắc nhất (Hoàng Hoành Đạt, Hà Chí Huy)

Giải Kim Mã lần thứ 41
- Đoạt giải - Nam diễn viên phụ xuất sắc nhất (Ngô Ngạn Tổ)
- Đoạt giải - Chỉ đạo hành động xuất sắc nhất (Lý Trung Chí, Thành Gia Ban)
- Đoạt giải - Kỹ xảo xuất sắc nhất (Hoàng Hoành Đạt, Hà Chí Huy)
- Đoạt giải - Giải khán giả bình chọn
- Đề cử - Dựng phim xuất sắc nhất (Khâu Chí Vỹ)
- Đề cử - Chỉ đạo nghệ thuật xuất sắc nhất (Vương Tinh Tinh, Triệu Sùng Bang, Hoàng Duệ Dân)
- Đề cử - Âm thanh xuất sắc nhất (Tăng Cảnh Tường)